# Constitution gabonaise de 2024
Pour les articles homonymes, voir Constitution du Gabon.
Lire en ligne

Texte

Constitution gabonaise de 1991
La Constitution gabonaise du 19 décembre 2024 est l'actuelle loi fondamentale du Gabon, après son adoption par référendum.

## Contenu
Le texte instaure un régime présidentiel où le président de la République, chef de l'exécutif, assisté de deux vice-présidents, est à la fois chef de l'État et chef du gouvernement. Un vice-président du gouvernement remplace ainsi le poste de Premier ministre, tandis qu'un vice-président de la république assure l'intérim en cas de vacance de la présidence. Tous deux sont nommés par le président.
Le président de la République est élu pour un mandat de sept ans, renouvelable une fois, au scrutin uninominal majoritaire à deux tours. Le mandat était auparavant de cinq ans, sans limitation, et au scrutin a un tour. La constitution interdit explicitement son amendement en vue de revenir sur la limite du nombre de mandats présidentiels ou sur le mode de scrutin à deux tours,.
Les candidats à la présidence doivent avoir résidé au Gabon depuis au moins trois ans, être âgés d'au moins 35 ans et de moins de 70 ans, être citoyens gabonais de naissance, né d'au moins un parent gabonais de naissance, et ne pas avoir possédé d'autre nationalité dans les trois années précédant l'élection présidentielle. Les conjoints des candidats doivent eux aussi être gabonais de naissance s'ils sont mariés. Une première version du texte imposait aux candidats d'être également nés de père et de mère eux-mêmes citoyens de naissance, une clause jugée destinée à empêcher une éventuelle candidature de la femme d'Ali Bongo, Sylvia Bongo Ondimba ou de son fils, Noureddin Bongo Valentin, tous deux franco-gabonais. La clause n'est finalement pas retenue. À la place, la Constitution interdit aux enfants et au conjoint d'un ancien président de la République de se porter candidats,. Les membres du gouvernement sont par ailleurs obligatoirement âgés d'au moins trente ans, et gabonais de naissance, nés de parents tous deux gabonais.
Le président peut dissoudre l'Assemblée nationale une fois par mandat, passé les deux premières années de son mandat, et après consultation des présidents de l'assemblée, du Sénat, et de la Cour constitutionnelle.
Le parlement est composé d'une Assemblée nationale directement élue et d'un Sénat élu au suffrage indirect par les conseillers régionaux, tous deux pour des mandats de cinq ans.
La Cour constitutionnelle est composée de neuf juges nommés pour un mandat de huit ans, renouvelable une seule fois, à raison de trois juges nommés par le président de la république, deux chacun par les présidents de l'Assemblée et du Sénat, et deux par la Haute Cour de Justice. À ces neuf membres s’ajoutent les anciens présidents de la République, membres de droit à vie.
La Haute Cour de Justice, saisie par les deux tiers des membres d'une chambre du Parlement, est chargée de juger le président de la République,.
La constitution définit le mariage comme une union hétérosexuelle et rend obligatoire le service militaire. L'amendement de l'article définissant le mariage comme uniquement hétérosexuel est interdit, rendant impossible une future légalisation du mariage homosexuel,. Sont également interdits les amendements revenant sur le multipartisme ou la séparation des pouvoirs.
Le français, auparavant langue officielle, devient langue de travail. La fête nationale du 17 août est complétée par une « fête de la libération », le 30 août, date anniversaire du coup d’État de 2023. L'ensemble des participants au coup d’État sont explicitement amnistiés,,.